# Scenedesmus
Scenedesmus ist eine Gattung einzelliger Grünalgen (Chlorophyta), die häufig in Süßwasser vorkommen. Scenedesmus-Arten besitzen als gemeinsames Merkmal einen Zellkern und einen Chloroplasten mit einem Pyrenoid, der von Stärke umgeben ist. Die vegetativen Zellen sind ohne Geißel und unbeweglich. Ausgehend von Einzelzellen, bilden sie einen charakteristischen, flachen Aggregationsverband, ein sogenanntes Coenobium aus 2–32 Zellen, die in einer oder zwei Reihen angeordnet sind. Die Zellen haben, je nach Art, eine rundliche bis längliche Form mit spitzen Zellpolen.
Die Zellwand besteht aus einer basalen Schicht aus Hemicellulose mit aufgelagertem Sporopollenin, das je nach Art glatt ist oder charakteristische Erhebungen mit oder ohne Dornfortsätze ausbildet.
Die Fortpflanzung erfolgt durch Autosporen. Dabei kann jede Zelle in ihrem Inneren durch Zusammenlagerung von Autosporen ein neues Tochtercoenobium ausbilden. Zoosporen wurden beobachtet, aber nicht bestätigt.

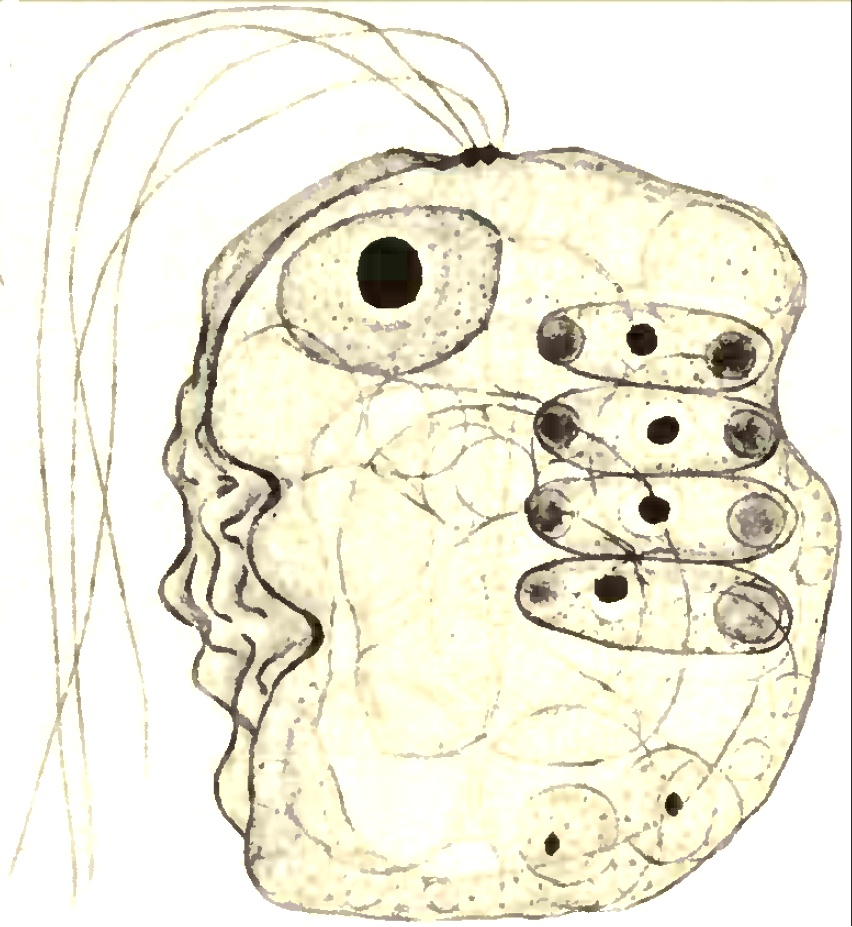
Scenedesmus als Beute von Collodictyon (CRuMs)

Scenedesmus-Arten kommen hauptsächlich als Plankton in eutrophem Süßwasser von Teichen und Seen vor, selten in Brackwasser, in praktisch allen Klimazonen. Ihre Physiologie und Biochemie ist vergleichsweise einheitlich. Alle bislang untersuchten 28 Stämme haben Hydrogenasen und bilden intensiv Sekundär-Carotinoide unter Stickstoffmangel. Die Arten unterscheiden sich in der Fähigkeit, Stärke zu spalten, in der Toleranz gegenüber erhöhten Salzkonzentrationen und pH-Werten. Ihr Guanin-Cytosin-Gehalt der DNA schwankt zwischen 50 und 69 % (85 untersuchte Stämme).
Zur Gattung Scenedesmus zählen mehr als 100 Arten, die in 2–6 Subgenera oder „Gruppen“ eingeteilt werden.